# Cabrillas
Cabrillas – gmina w Hiszpanii, w prowincji Salamanka, w Kastylii i León, o powierzchni 24,85 km². W 2011 roku gmina liczyła 432 mieszkańców.